# Valmet Oy Pansiovarvet
Valmet Oy Pansiovarvet (finska: Valmet Oy Pansion telakka) var ett varv i Pansio i Åbo. Det grundades av staten som reparations- och underhållsvarv till den 1934–1939 etablerade Åbo flottstation i Pansio. Varvet låg granne till marinbasen.
Efter fortsättningskriget bildades 1945 Statens varv genom sammanläggning av Skatuddens varv, Sveaborgs varv och varvet i Pansio. Året därpå övertogs Statens varv av den nybildade statliga verkstadsgruppen Valtion Metallitehtaat ("Statens metallverkstäder"), från 1946 namnändrat till Valmet Oy. Granne till Pansiovarvet anlades också 1945 skeppsvarvet Oy Laivateollisuus Ab, som hade till syfte att bygga krigsskadeståndsskonare i trä, vilka var en del av Finlands krigsskadestånd till Sovjetunionen, och som 1973 uppköptes av Valmet. År 1951 fick Valmets varv namnet "Valmet Oy Pansiovarvet". Det byggde på denna tid pråmar och flodbogserbåtar, som också ingick i krigsskadeståndet. Det hade 750 anställda i början av 1950-talet.
I en omfattande strukturaffär 1986 slogs alla Wärtsiläs och Valmets varv samman till det nya företaget Wärtsilä Marinindustri, med Wärtsilä som majoritetsägare. Pansiovarvet lades ned 1987 kort efter sammanslagningen. En del av dess verksamhet överfördes till Pernovarvet.